# Baljkovica (Republika Serbska)
Baljkovica (cyr. Баљковица) – wieś w Bośni i Hercegowinie, w Republice Serbskiej, w mieście Zvornik. W 2013 roku liczyła 35 mieszkańców.